# Yadaly Diaby
Yadaly Diaby (Saint-Pierre, Reunión, 9 de agosto de 2000) es un futbolista guineano. Juega de centrocampista y su equipo es el Grenoble Foot 38 de la Ligue 2. Es internacional absoluto por la selección de Guinea desde 2023.

## Trayectoria
Diaby comenzó su carrera en 2019 en el modesto Andrézieux-Bouthéon F. C., donde se formó como jugador. En 2021 firmó por el Clermont Foot.
Debutó con el primer equipo del Clermont el 1 de diciembre de 2021 ante el R. C. Lens en la Ligue 1. Para la temporada 2022-23, fue cedido al Austria Lustenau de la Bundesliga de Austria. La cesión fue extendida al año siguiente. Tras estas dos campañas en Austria regresó a Francia y, tras media temporada en el Clermont Foot, en febrero de 2025 fichó por el Grenoble Foot 38.

## Selección nacional
Nació en Reunión de padres guineanos. Debutó en la selección de Guinea el 24 de marzo de 2023 ante Etiopía.

## Estadísticas
Actualizado al último partido disputado el 25 de abril de 2025.
| Club                              | Div.          | Temporada     | Liga  | Liga  | Copas nacionales | Copas nacionales | Copas internacionales | Copas internacionales | Total | Total |
| Club                              | Div.          | Temporada     | Part. | Goles | Part.            | Goles            | Part.                 | Goles                 | Part. | Goles |
| --------------------------------- | ------------- | ------------- | ----- | ----- | ---------------- | ---------------- | --------------------- | --------------------- | ----- | ----- |
| Andrézieux-Bouthéon F. C. Francia | 4.ª           | 2019-20       | 7     | 0     | —                | —                | —                     | —                     | 7     | 0     |
| Andrézieux-Bouthéon F. C. Francia | 4.ª           | 2020-21       | 9     | 1     | 2                | 0                | —                     | —                     | 11    | 1     |
| Andrézieux-Bouthéon F. C. Francia | Total club    | Total club    | 16    | 1     | 2                | 0                | 0                     | 0                     | 18    | 1     |
| Clermont Foot Francia             | 1.ª           | 2021-22       | 5     | 0     | 1                | 0                | —                     | —                     | 6     | 0     |
| Austria Lustenau · Austria        | 1.ª           | 2022-23       | 25    | 4     | 0                | 0                | —                     | —                     | 25    | 4     |
| Austria Lustenau · Austria        | 1.ª           | 2023-24       | 28    | 5     | 3                | 0                | —                     | —                     | 31    | 5     |
| Austria Lustenau · Austria        | Total club    | Total club    | 53    | 9     | 3                | 0                | 0                     | 0                     | 56    | 9     |
| Clermont Foot Francia             | 1.ª           | 2024-25       | 13    | 2     | 2                | 1                | —                     | —                     | 15    | 3     |
| Clermont Foot Francia             | Total club    | Total club    | 18    | 2     | 3                | 1                | 0                     | 0                     | 21    | 3     |
| Grenoble Foot 38 Francia          | 1.ª           | 2024-25       | 11    | 0     | —                | —                | —                     | —                     | 11    | 0     |
| Grenoble Foot 38 Francia          | Total club    | Total club    | 11    | 0     | 0                | 0                | 0                     | 0                     | 11    | 0     |
| Total carrera                     | Total carrera | Total carrera | 97    | 12    | 8                | 1                | 0                     | 0                     | 105   | 13    |